# Самойлов, Давид Самуилович
Дави́д Самуи́лович Само́йлов (настоящая фамилия Ка́уфман; 1 июня 1920, Москва, РСФСР — 23 февраля 1990, Таллин, Эстонская ССР, СССР) — русский советский поэт и переводчик. Один из крупнейших представителей поколения поэтов, ушедших со студенческой скамьи на фронт.

## Биография
Родился 1 июня 1920 года в Москве в еврейской семье. Отец — Самуил Абрамович Кауфман (1892—1957), известный врач, главный венеролог Московской области, уроженец Борисова, во время войны — капитан медицинской службы; мать — Цецилия Израилевна Кауфман (1895—1986).
С 1938 года учился в МИФЛИ (Московский институт философии, литературы и истории). Первая поэтическая публикация Давида Самойлова благодаря его педагогу Илье Сельвинскому появилась в журнале «Октябрь» в 1941 году — стихотворение «Охота на мамонта» было опубликовано за подписью Давид Кауфман.
Товарищами и соучениками Давида Кауфмана в ту пору были Лилианна Маркович (Лунгина), поэты С. Наровчатов, П. Коган (т. н. ифлийцы), Б. Слуцкий, М. Кульчицкий, М. Львовский. Его довоенные стихотворения «Плотники» и «Охота на мамонта» бывшие студенты МИФЛИ помнили наизусть через годы.

### Военные годы
В начале финской войны Кауфман хотел уйти на фронт добровольцем, но оказался не годен по состоянию здоровья. В июне 1941 года по комсомольской мобилизации его направили на трудовой фронт — рыть окопы под Вязьмой. Недалеко от станции Издешково велось строительство системы полевых и долговременных оборонительных сооружений и инженерных заграждений Ржевско-Вяземского оборонительного рубежа. Там Давид Самойлов заболел малярией. Вернувшись в сентябре в Москву, поступал в школу военных переводчиков, однако из-за болезни был эвакуирован в Самарканд, где учился в Вечернем педагогическом институте. 1 июня 1942 года зачислен курсантом в Гомельское военно-пехотное училище, которое тогда дислоцировалось в Катта-Кургане. Через два месяца по боевой тревоге отбыл на Волховский фронт под Тихвин. Был комсоргом роты, а во время прорыва блокады Ленинграда вместо погибшего был назначен замполитом пулемётной роты. 23 марта 1943 года в районе станции Мга был тяжело ранен в левую руку осколком мины. Побывав в нескольких полевых госпиталях, отправлен в Красноуральский эвакогоспиталь № 1932. После выписки направлен на долечивание в Горьковскую область. Осенью 1943 года проходил службу в запасных полках, дислоцированных в керженских лесах, в частности в роте противотанковых ружей 7-го Запасного полка.
Приказом Первого ОСБР Волховского фронта за № 13/н от 30.03.1943 года пулемётчик 1-го отдельного стрелкового батальона 1-й отдельной стрелковой бригады красноармеец Кауфман был награждён медалью «За отвагу» за то, что 23 марта 1943 года в районе Карбусель (исчезнувшая деревня неподалёку от Старой Малуксы) с пулемётным расчётом во время атаки первым ворвался в немецкую траншею и в рукопашной схватке уничтожил трёх гитлеровских солдат. Примечательно, что в марте 1943 года в сражении за Карбусель участвовал другой советский поэт, тогда танкист Сергей Орлов, написавший о боях стихотворение «Мы ребят хоронили в вечерний час».
Оказавшись в Москве, случайно встретился со своим другом по МИФЛИ Семёном Гудзенко. В дружеской беседе высказал желание служить в разведотделе штаба 1-го Белорусского фронта. Это удалось устроить с помощью И. Эренбурга и генерала Кузнецова. С марта 1944 года дальнейшая служба Давида Самойлова проходила в 3-й отдельной моторазведроте разведывательного отдела штаба 1-го Белорусского фронта.
Приказом Военного совета 1-го Белорусского фронта за № 347/н от 01.11.1944 года писарь 3-й отдельной моторазведроты разведывательного отдела штаба 1-го Белорусского фронта ефрейтор Кауфман был награждён медалью «За боевые заслуги» за полученные тяжёлые ранения в бою в районе станции Мга, участие в боях на Волховском и 1-м Белорусском фронтах и образцовое выполнении своих непосредственных обязанностей писаря.
Приказом ВС 1-го Белорусского фронта за № 661/н от 14.06.1945 года автоматчик 3-й отдельной моторазведроты разведотдела штаба 1-го Белорусского фронта ефрейтор Кауфман награждён орденом Красной Звезды за захват немецкого бронетранспортёра и трёх пленных, в том числе одного унтер-офицера, давшего ценные сведения, и за активное участие в боях за город Берлин.
Поэт был награждён ещё несколькими медалями и почётным знаком «Отличный разведчик». В годы войны сочинял стихотворные сатиры на Гитлера для гарнизонной газеты под псевдонимом «Семён Шило».

### Литературная известность
Первая послевоенная публикация — «Стихи о новом городе» в 1948 году в журнале «Знамя». Однако своё творчество 1940-х — начала 1950-х Самойлов предпочёл почти целиком «утаить», утверждая, что в эти годы стихов не писал. В полном объёме оно стало известно только после его смерти, засвидетельствовав, что уже и тогда он был значительным, самобытным поэтом. Видимо, он считал, что в ту пору ещё не нашел свой путь в литературе, ожидая, чтобы впечатления жизни «отстоялись» в его душе, прежде чем воплотиться в поэзии.
Почти не публикуя свои стихи в первой половине 1950-х годов, он много занимался поэтическим переводом с албанского, венгерского, литовского, польского, чешского языков; сочинял детские пьески про Слонёнка для радио, которые и сейчас постоянно переиздаются, ставятся в театрах. Для детей переводил стихи С. Чиковани, Я. Райниса, А. Йожефа, К. Библа, П. Маркиша.
Несмотря на малое количество публикаций, поэзия Самойлова в течение 1950-х годов становилась всё популярней в среде московской интеллигенции. С интересом относились к его творчеству такие поэты старшего поколения, как А. Ахматова, Н. Заболоцкий, К. Чуковский, С. Маршак. Одно из первых публичных выступлений Самойлова перед большой аудиторией организовал его друг Лев Лившиц в Центральном лектории Харькова в 1960 году.
Первая книга стихов Самойлова — «Ближние страны» — вышла в 1958 году очень небольшим тиражом, но вызвала значительный интерес в кругу любителей поэзии и профессионалов. За ней последовали поэтические сборники: «Второй перевал» (1963), «Дни» (1970), «Волна и камень» (1974), «Весть» (1978), «Залив» (1981), «Голоса за холмами» (1985). В 1973 году издал стиховедческое исследование «Книга о русской рифме», не раз переиздававшееся.
Не будучи диссидентом, открыто общался с А. Д. Сахаровым, дружил с Юлием Даниэлем, Анатолием Якобсоном, Лидией Чуковской (с последней находился в многолетней переписке). Подписал письма в защиту Даниэля и Синявского (1966), Гинзбурга и Галанскова (1968), после чего «в наказание» был рассыпан набор книги его избранных стихотворений, готовившейся в издательстве «Художественная литература».

### Переезд в Эстонию
В 1976 году поселился на берегу Балтийского моря в Пярну (Эстонская ССР), по адресу: улица Тооминга, дом № 4. Переводил эстонских поэтов. Юмористические стихи Самойлова, написанные в последние годы для друзей, вошли в его посмертный сборник «В кругу себя».
Самойлов умер на 70-м году жизни в здании Таллинского драматического театра после выступления на вечере, посвящённом столетию Бориса Пастернака. Когда он потерял сознание за кулисами, «его кинулись спасать — он на секунду пришёл в себя и сказал как бы уже оттуда: „Ребята, всё хорошо“». Похоронен на Лесном кладбище Пярну.

## Творчество
В лирико-философских сборниках Самойлова много сюжетных стихов о военных годах, современном поколении, назначении искусства, а также на исторические темы. Через них красной нитью проходит пушкинская тема. Дмитрий Быков считает пушкинские стихи Самойлова «едва ли не лучшими» в XX веке. Самойлов сочетает традиционность формы и содержания с непринуждённостью игрового начала, осваивает разговорные интонации, экспериментирует с разнообразными метрами, демонстрирует бесконечную гибкость рифмы. Он отвергает любые культурные мифологии, попытки классифицировать «ртутно-неустойчивую природу творчества» и вписать художника в заданные рамки. В широко известных стихотворениях «Дом-музей» и «Болдинская осень» звучит мысль о том, что подлинная культура синонимична (внутренней) свободе.
Десятки стихов Самойлова стали песнями, исполняемыми в том числе бардами. Он автор стихотворения «Песенка гусара» («Когда мы были на войне…»), положенного на музыку Виктором Столяровым в начале 1980-х годов. «Гусарская песенка» Самойлова — Столярова стала в начале XXI века популярной среди казаков Кубани. Стихотворение «Ты моей никогда не будешь» (авторское название — «Баллада») в конце 1980-х годов получило широкую известность благодаря песне Дмитрия Маликова, исполненной по его мотивам. Среди других песен на стихи Самойлова — «Память», написанная М. Таривердиевым для И. Кобзона, и романс «За городом», исполняемый С. и Т. Никитиными.

## Семья

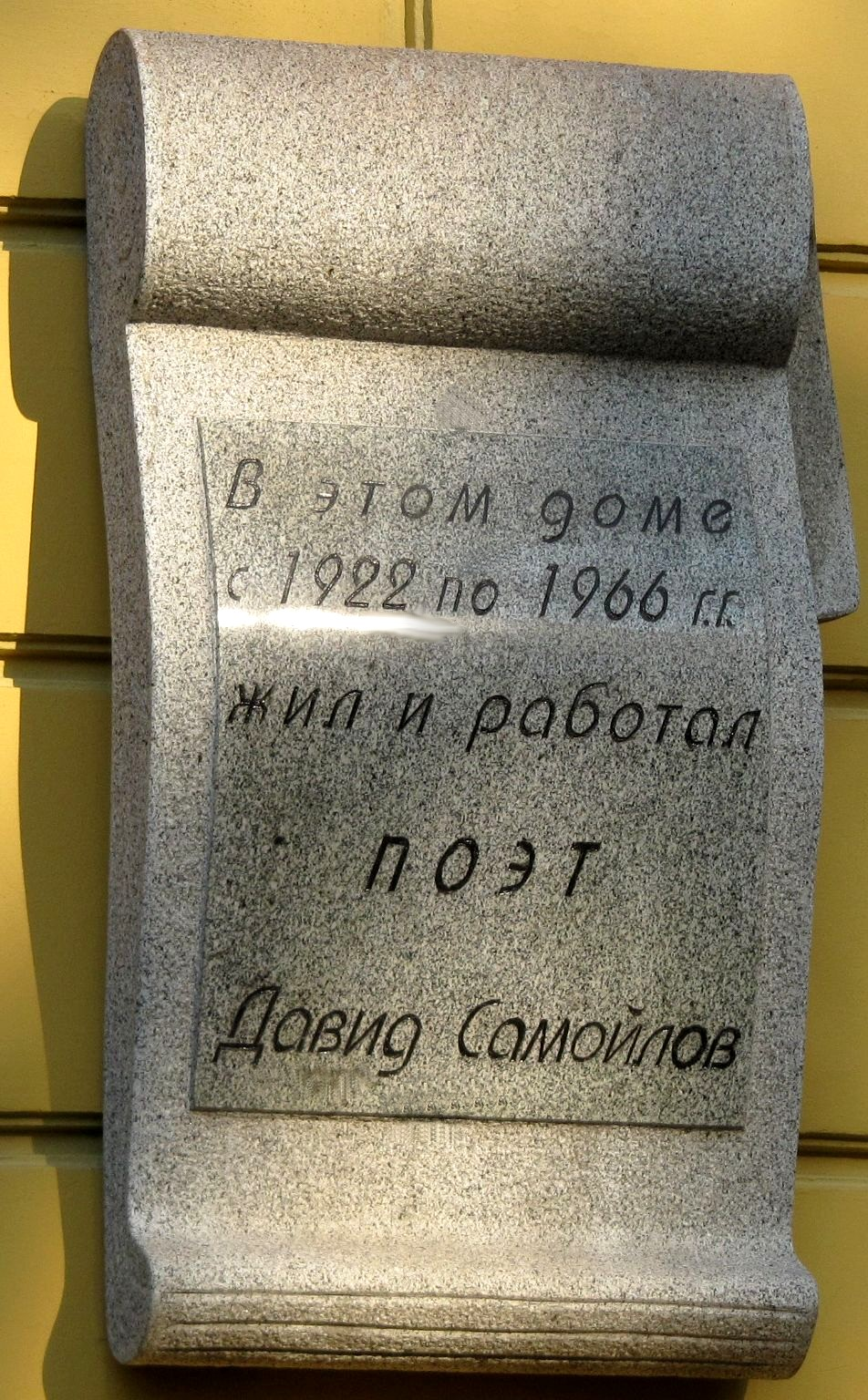
Мемориальная доска в Москве на площади Борьбы, 15/1

С 1946 года был женат на искусствоведе Ольге Лазаревне Фогельсон (1924—1977), дочери известного советского кардиолога Л. И. Фогельсона. Их сын — Александр Давыдов (род. 1953), писатель и переводчик. С 1967 по 1974 числился живущим с женой и сыном в ЖСК «Советский писатель»: Красноармейская улица, д. 21 (до 1969: 1-я Аэропортовская ул., д. 20).
Вторично был женат на Галине Ивановне Медведевой (1938—2022), у них родилось трое детей — Варвара (1965), Пётр (1970—2022) и Павел (1973).

## Премии и награды
- Медаль «За отвагу» (1943)
- Медаль «За боевые заслуги» (1944)
- Орден Красной Звезды (1945)
- Орден Дружбы народов (27 августа 1980 года) — за заслуги в развитии советской литературы[25]
- Государственная премия СССР (1988)

## Экранизации
- Ключ без права передачи. Фильм. Реж. Динара Асанова. 1976 г.
- Лоскутик и Облако мультфильм. Реж. Раса Струтмане. 1977 г.
- Разлучённые. Мультфильм Реж. Николай Серебряков. 1980 г.
- Аттракцион. Фильм. 1983 г.
- Слонёнок пошел учиться. Фильм. Реж. Иван Уфимцев. 1984 г.
- Про кота…. Фильм. 1985 г.
- Слонёнок заболел. Фильм. Реж. Иван Уфимцев. 1985 г.
- Летели два верблюда. Фильм. 1988 г.
- Таракан. Фильм. 1988 г.
- Слонёнок-турист. Фильм. Реж. Иван Уфимцев. 1992 г.

## Память
- Мемориальные доски установлены на домах, где Самойлов жил в Москве и Пярну[26].
- В 2002 году по инициативе профессора Института славянских языков и культуры Таллиннского университета Ирины Белобровцевой в Эстонии было создано Общество Давида Самойлова[27].
- Союз русскоязычных писателей Израиля ежегодно вручает в Российском культурном центре (Тель-Авив) премию имени Давида Самойлова. Например, в 2016 году лауреатами стали Б. И. Камянов, П. В. Межурицкий, Л. С. Колганов[28].
- Самойлов послужил прототипом Михаила Гвирцмана в романе Дмитрия Быкова «Июнь» (2017)[29].
- В 2020 году к столетию поэта правительством Эстонии была выпущена почтовая марка[30].
- В 2020 году в парке Пярну была открыта памятная скамейка посвящённая Давиду Самойлову[31]

## Сочинения

### Сборники стихов
- Ближние страны: Стихи. — Москва: Сов. писатель, 1958. — 90 с.
- Слоненок пошел учиться: Книжка с пластинкой: [Для дошкольного возраста] / Музыка Б. Чайковского; Рис. Е. Монина. — Москва: Детский мир, 1961. — [32] с.
- Светофор: [Стихи]: [Для младш. школьного возраста] / [Ил.: В. Винокур]. — Москва: Детский мир, 1962. — [10] с.
- Второй перевал: Стихи. — Москва: Советский писатель, 1963. — 123 с.; супер. облож.; портр.; 10 000 экз.
- Слонёнок пошёл учиться. — М.: 1967. — (Для детей)
- Дни: Стихи. [Третья книга стихов] — [Худож. В. Локшин] — М.: «Советский писатель», 1970. — 88 с., порт. — 10 000 экз.
- Равноденствие: Стихотворения и поэмы / Вступ. статья Е. Осетров. — М.: «Художественная литература», 1972. — 288 с. — 25 000 экз.
- Волна и камень: Книга стихов. — М.: «Советский писатель», 1974. — 104 с. — 20 000 экз.
- Перебирая наши даты… — Б/м, 1975.
- Весть: Стихи. — М.: Советский писатель, 1978. — 112 с. — 50 000 экз.
- Залив: Стихи. — М.: Советский писатель, 1981. — 144 с. — 50 000 экз.
- Линии руки: Стихотворения и поэмы. [Для ст. возраста] / Д. Самойлов; [Вступит. статья С. С. Наровчатова]. — М.: Детская литература, 1981. — 159 с.
- Улица Тооминга: Стихотворения и переводы. — Таллин: «Ээсти раамат», 1981. — 144 с.; портр. В пер. — 3000 экз.
- Слонёнок пошёл учиться. — М.: 1982.
- Времена: Книга поэм. — М.: «Советская Россия», 1983. — 112 с., ил. — 25 000 экз.
- Стихотворения. — М.: «Советский писатель», 1985. — 288 с., ил. — 50 000 экз.
- Голоса за холмами. — Таллин, 1985.
- Дай выстрадать стихотворенье. — М., 1987.
- Горсть: Стихи. — М.: «Советский писатель», 1989. — 176 с. — 45 000 экз.
- Беатриче: Книга стихов. — Таллин: Ээсти раамат, 1989. — 44 с. — ISBN 5-450-00698-5
- Слонёнок пошёл учиться. — М., 1989.
- Снегопад: Московские стихи. — М.: Московский рабочий, 1990. — 188 с.
- Слонёнок пошёл учиться. Пьесы. — М.: 1990.

### Собрания сочинений
- Избранное: Стихотворения и поэмы. [Вступит. статья С. Чупринина] — М.: Художественная литература, 1980. — 448 с.
- Избранное. Избранные произведения в двух томах. — М.: Художественная литература, 1989. — 50 000 экз. — ISBN 5-280-00564-9
  - Том 1. Стихотворения. / Вступительная статья И. О. Шайтанова — 559 с. — ISBN 5-280-00565-7
  - Том 2. Поэмы. Стихи для детей. Портреты. — 335 с. — ISBN 5-280-00566-5

### Издания
- Беатриче: Книга стихов. — СПб.: Фалькон, 1997. — 71 с. — 1000 экз.; ISBN 5-87516-078-8 [При участии АОЗТ «Квота» и ТОО «Журнал Нева»]
- Мне выпало всё… — М.: Время, 2000. — 624 с. — ISBN 5-94117-003-3
- Подённые записи: В 2-х томах. — М.: Время, 2002. — 416, 384 с. — ISBN 5-94117-028-9, ISBN 5-94117-030-0
- Поэмы. [Оформление В. Калныньш; Статья А. С. Немзер «Поэмы Давида Самойлова» С.353—464.] — М.: Время, 2005. — 480 с.; портр.; 3000 экз. — ISBN 5-9691-0036-6
- Книга о русской рифме. — М.: Время, 2005. — 400 с.; В пер. — ISBN 5-94117-064-5
- Стихотворения / Сост., подг. текста В. И. Тумаркин, вступительная статья А. С. Немзер. — СПб.: Академический проект, 2006. — 800 с. — ISBN 5-7331-0321-3
- Счастье ремесла : Избранные стихотворения. / Сост. В. Тумаркин, 2009. // 2-е изд. — 2010. /// 3-е изд. стереотип. — М.: Время, 2013. — 784 с. — ISBN 978-5-9691-1119-6
- Памятные записки. — М.: Время, 2014. — 704 с.; В пер. — ISBN 978-5-9691-1239-1
- Стихотворения. — М.: Эксмо, 2018. — 416 с.; В пер. — ISBN 978-5-04-093168-2 (Золотая коллекция поэзии)
- Стихотворения. — М.: Эксмо, 2019. — 352 с.; В пер. — ISBN 978-5-04-105157-0 (Всемирная библиотека поэзии)
- Шумит, не умолкая, память-дождь… — М.: Эксмо, 2019. — 352 с.; В пер. — ISBN 978-5-04-105159-4 (Золотая серия поэзии)

### Серия «Великие поэты»
- Жизнь сплетает свой сюжет: Стихотворения. — М.: Комсомольская правда: НексМедиа, 2013. — 240 с.: ил. (Великие поэты; 65)

### Проза
- Люди одного варианта // Аврора. — 1990. — № 1—2.

### Переводы
- Албанские поэмы / Пер. с алб. Д. Самойлова; Ред. В. Сугоняй. — Москва: Изд-во иностр. лит., 1950. — 76 с.
- Песни свободной Албании: [Сборник стихов] / Перевод с албан. [Д. Самойлова]; [Предисл. Г. Гулиа]. — Москва: Изд-во иностр. лит., 1953. — 104 с.
- Сказки / И. Г. Гришашвили; перевод с грузинского Д. Самойлова; рисунки С. Забалуева. — Москва: ДЕТГИЗ, 1955. — 31 с. — (Книга за книгой). — 300 000 экз
- Стихотворения / Андон Зако-Чаюпи; [Пер. с албан., предисл. и примеч. Д. Самойлова]. — Москва: Гослитиздат, 1955. — 112 с.
- Сихарулидзе И. Л. Пять мандаринов: [Стихи]: [Для дошкольного возраста] / Перевод с груз. Д. Самойлова; Рис. Л. Хайлова. — Москва: Детгиз, 1958. — 20 с.
- Гайтав Цэвэгмидийн. Песнь о Сухэ-Баторе: Поэма / Пер. с монгол. Д. Самойлов; [Послесл. Г. Михайлова]. — Москва: Изд-во иностр. лит., 1958. — 205 с.
- Тувим Юлиан. Весны и осени: [Стихи]: [Для старш. возраста] / [Перевод с польского Д. Самойлова]; [Вступ. статья Г. Языковой, с. 5—26]. — [Москва]: [Детгиз], [1959]. — 127 с.
- Максимович Десанка. Навстречу весне: [Стихи]: [Для младш. школьного возраста] / Перевод с сербо-хорват. Д. Самойлова; [Ил.: А. Тамбовкин]. — [Москва]: [Детгиз], [1961]. — 62 с.
- Поэты современники: Стихи зарубежных поэтов в переводе Д. Самойлова / [Предислов. П. Антокольского.] — М.: Издательство иностранной литературы, 1963. — 148 с. — (Мастера поэтического перевода / Под ред. П. Антокольского и др.; Выпуск I)
- Сенгор Л. Чака./ Перевод с французского Д. Самойлова. — М., 1971.
- Сказание о Манджуне из племени Бену Амир / Перевод с арабского Д. Самойлова. Подстрочник Б. Шидфар. — М.: Худож. лит., 1976. — 87 с.
- Собор: Драм. поэма / Юстинас Марцинкявичюс; Пер. с литов. Д. Самойлов. — Вильнюс: Vaga, 1977. — 135 с.
- Порог: Стихи / Марцелиюс Мартинайтис; Пер. с литов. Д. Самойлов, Г. Ефремов. — Вильнюс: Vaga, 1981. — 142 с.
- Тень солнца: Поэты Литвы в пер. Д. Самойлова. — Вильнюс: Vaga, 1981. — 70 с.
- Сегодня и всегда: стихи / Альфонсас Малдонис; перевод с литов. Д. Самойлова, Г. Ефремова. — Вильнюс: Vaga, 1984. — 71 с. — (Литовская поэзия. ЛП)
- Самойлов Д., Кросс Я. Бездонные мгновения. — Таллин, 1990.
- Самойлов Д., Кросс Я. В окно моего друга: Стихи и переводы = Mu sõbra avatud akna all: luuletused ja tõlked — Таллин, 2015. — 81 с. (на русс. яз); 75 с. (на эстон. яз.) — ISBN 978-9985-834-48-0 (Общество Давида Самойлова в Эстонии. Таллинский университет)

### Дискография
- Давид Самойлов — Свободный стих. Стихотворения и фрагменты поэм. Мелодия — С 40-09857-8, Пластинки, LP, Album, СССР, Дата релиза: 1978
- Давид Самойлов — Голоса за холмами. Стихи и поэмы. Читает Автор. Мелодия — М40 46093 009, Пластинки, LP, Mono, White Labels, СССР, Дата релиза: 1985
- Давид Самойлов — Мне снился сон… ООО «Аудиокнига». Серии: Аудиокнига — 178, Поэтические Страницы. CD, CD-ROM, Album, MP3, Россия, Дата релиза: 2008